# 気迫
| ウィキペディアには「気迫」という見出しの百科事典記事はありません（タイトルに「気迫」を含むページの一覧/「気迫」で始まるページの一覧）。 代わりにウィクショナリーのページ「気迫」が役に立つかもしれません。 |